# بوساكونازول
بوساكونازول Posaconazole هو من فئة مضادات الفطريات  تسمى Triazole وهو يعمل عن طريق إبطاء نمو الفطريات التي تسبب العدوى.

## الاستخدام السريري
- يستخدم لمنع الالتهابات الفطرية الخطيرة عند الأشخاص الذين لديهم قدرة ضعيفة على مكافحة العدوى.[5][6]
- يستخدم أيضاً لعلاج التهابات الخميرة في الفم والحلق بما في ذلك عدوى الخميرة التي لا يمكن علاجها بنجاح مع الأدوية الأخرى .
- الأدلة السريرية لفائدته في علاج الأمراض الناجمة عن أنواع فيوزاريوم (fusariosis) محدودة.[7]
- تشير دراستان على أن البوساكونازول قد يكون متفوق على Triazoles الأخرى مثل فلوكونازول أو اتراكونازول في الوقاية من الالتهابات الفطرية الغازية على الرغم أنها قد تسبب آثار جانبية أكثر خطورة.[8][9]
- وهناك أيضاً بعض الدلائل على أن البوساكونازول قد يكون العلاج الأكثر فعالية لداء شاغاس المزمن والحاد..[10]

## الحرائك الدوائية
يمتص بوساكونازول خلال ثلاث إلى خمس ساعات , يتم التخلص منه غالباً عن طريق الكبد, عمره النصفي حوالي 35 ساعة.

## الجرعة
بوساكونازول يكون على شكل معلق يؤخذ عن طريق الفم , وينبغي أن تؤخذ كل جرعة مع وجبة كاملة.
عندما يتم استخدام البوساكونازول لمنع الالتهابات الفطرية يؤخذ ثلاث مرات في اليوم.
عندما يتم استخدام posaconazole لعلاج عدوى الخميرة في الفم والحلق يؤخذ مرة واحدة أو مرتين في اليوم.

## الآثار الجانبية
- حمى , صداع , قشعريرة , دوخة , ضعف , تورم في اليدين والقدمين والكاحلين ,اسهال , اقياء . آلام في المعدة , امساك , نقص في الوزن , طفح جلدي , حكة , آلام في العضلات ,
- قروح على الشفاه أو الفم أو الحلق , قلق , تعرق , نزيف في الأنف , ضيق في التنفس , سعال , بول داكن , براز شاحب .

## تعليمات
- يرج السائل جداً قبل كل استعمال لمزج الدواء بشكل متساو.
- لا تتوقف عن تناول الدواء حتى يخبرك طبيبك حتى لو كنت تشعر بتحسن.